# El túnel (pel·lícula de 1988)
El túnel és una pel·lícula dramàtica espanyola del 1988 dirigida per Antonio Drove sobre la base d'un guió basat en la novel·la homònima d'Ernesto Sábato i protagonitzada pels actors estatunidencs Jane Seymour i Peter Weller, amb un pressupost de 300 milions de pessetes. Fou rodada a Santillana del Mar, Buenos Aires i Madrid.

## Argument
És la història obsessiva del pintor Juan Pablo Castell. En una exposició coneix María Iribarne, qui s'admira de l'obra predilecta de Castell. S'enamora apassionadament d'ella i ambdós comencen una relació tortuosa que acaba amb l'assassinat d'ella.

## Repartiment
- Peter Weller - Juan Pablo Castell
- Jane Seymour - María Iribarne
- Fernando Rey - Allende
- Manuel de Blas - Hunter
- Victoria Zinny - Mimi

## Palmarès cinematogràfic
III Premis Goya
| Categoria           | Persona                                                   | Resultat  |
| ------------------- | --------------------------------------------------------- | --------- |
| Millor guió adaptat | Carlos Alberto Cornejo, Antonio Drove José Agustín Mahieu | Candidats |
| Millor pel·lícula   | El túnel                                                  | Candidata |